# Regering-Ducarme
De regering-Ducarme (6 juni 2003 - 18 februari 2004) was een Brusselse Hoofdstedelijke Regering, onder leiding van Daniel Ducarme (PRL). Het was een vijfdelige coalitie: de liberalen (MR (27 zetels) en VLD (2 zetels)), de socialisten (PS (13 zetels) en sp.a (2 zetels)) en de Vlaamse christendemocraten CD&V (3 zetels). 
De regering volgde de regering-de Donnea op en werd opgevolgd door de regering-Simonet II na het ontslag van minister-president Daniel Ducarme vanwege zijn financiële en juridische problemen.

## Samenstelling
| Naam | Naam                       | Partij | Partij | Functie en bevoegdheden | Termijn                              |
| ---- | -------------------------- | ------ | ------ | --- | ------------------------------------ |
|      | Daniel Ducarme (1954-2010) |        | MR     | Minister-president en Minister Lokale Overheden, Ruimtelijke Ordening, Monumenten en Sites, Stedelijke Vernieuwing en Wetenschappelijk Onderzoek | 6 juni 2003 - 18 februari 2004       |
|      | Jos Chabert (1933-2014)    |        | CD&V   | Minister Openbare Werken, Transport, Brandbestrijding en Noodhulp                                                                                | 6 juni 2003 - 18 februari 2004       |
|      | Éric Tomas (1948)          |        | PS     | Minister Werkgelegenheid, Economie, Energie en Huisvesting                                                                                       | 6 juni 2003 - 18 februari 2004       |
|      | Guy Vanhengel (1958)       |        | VLD    | Minister Financiën, Begroting, Ambtenarenzaken en Buitenlandse Betrekkingen                                                                      | 6 juni 2003 - 18 februari 2004       |
|      | Didier Gosuin (1952)       |        | FDF    | Minister Milieu, Natuurbehoud, Waterbeleid, Openbare Netheid en Buitenlandse Handel                                                              | 6 juni 2003 - 18 februari 2004       |
|      | Willem Draps (1952)        |        | MR     | Staatssecretaris Ruimtelijke Ordening, Monumenten en Sites en Betaald Personenverkeer                                                            | 6 juni 2003 - 18 februari 2004       |
|      | Robert Delathouwer (1953)  |        | sp.a   | Staatssecretaris Mobiliteit, Ambtenarenzaken en Brandbestrijding en Noodhulp                                                                     | 6 juni 2003 - 15 september 2003      |
|      | Pascal Smet (1967)         |        | sp.a   | Staatssecretaris Mobiliteit, Ambtenarenzaken en Brandbestrijding en Noodhulp                                                                     | 15 september 2003 - 18 februari 2004 |
|      | Alain Hutchinson (1949)    |        | PS     | Staatssecretaris Huisvesting en Energie | 6 juni 2003 - 18 februari 2004       |

### Gemeenschapscommissies

#### Gemeenschappelijke Gemeenschapscommissie (GGC)
| Naam | Naam                       | Partij | Partij | Functie en bevoegdheden                                                  |
| ---- | -------------------------- | ------ | ------ | ------------------------------------------------------------------------ |
|      | Daniel Ducarme (1954-2010) |        | MR     | Voorzitter                                                               |
|      | Jos Chabert (1933-2014)    |        | CD&V   | Minister Gezondheidsbeleid, Financiën, Begroting en Externe Betrekkingen |
|      | Didier Gosuin (1952)       |        | FDF    | Minister Gezondheidsbeleid, Financiën, Begroting en Externe Betrekkingen |
|      | Éric Tomas (1948)          |        | PS     | Minister Beleid inzake Bijstand aan Personen en Ambtenarenzaken          |
|      | Guy Vanhengel (1958)       |        | VLD    | Minister Beleid inzake Bijstand aan Personen en Ambtenarenzaken          |

#### Vlaamse Gemeenschapscommissie (VGC)
| Naam | Naam                      | Partij | Partij | Functie en bevoegdheden                                   | Termijn                              |
| ---- | ------------------------- | ------ | ------ | --------------------------------------------------------- | ------------------------------------ |
|      | Robert Delathouwer (1953) |        | sp.a   | Voorzitter Cultuur, Sport, Mediabeleid en Ambtenarenzaken | 6 juni 2003 - 15 september 2003      |
|      | Pascal Smet (1967)        |        | sp.a   | Voorzitter Cultuur, Sport, Mediabeleid en Ambtenarenzaken | 15 september 2003 - 18 februari 2004 |
|      | Jos Chabert (1933-2014)   |        | CD&V   | Minister Welzijn, Gezondheid en Patrimonium               | 6 juni 2003 - 18 februari 2004       |
|      | Guy Vanhengel (1958)      |        | VLD    | Minister Onderwijs, Beroepsopleiding en Begroting         | 6 juni 2003 - 18 februari 2004       |

#### Franse Gemeenschapscommissie (FGC)
| Naam | Naam                       | Partij | Partij | Functie en bevoegdheden |
| ---- | -------------------------- | ------ | ------ | --- |
|      | Éric Tomas (1948)          |        | PS     | Voorzitter Onderwijs, Beroepsomscholing, Transport naar School, Samenwerking met de Lokale Besturen, Relaties met de Franse Gemeenschap en het Waals Gewest en Internationale Relaties |
|      | Daniel Ducarme (1954-2010) |        | MR     | Minister Ambtenarenzaken |
|      | Didier Gosuin (1952)       |        | FDF    | Minister Cultuur, Toerisme, Sport, Jeugd en Gezondheid |
|      | Willem Draps (1952)        |        | MR     | Minister Beroepsopleiding en Permanente Vorming van de Middenklasse en Bijstand aan Personen met een Handicap                                                                          |
|      | Alain Hutchinson (1949)    |        | PS     | Minister Begroting, Sociale Actie en Gezin |

### Herschikkingen
- Op 15 september 2003 vervangt Pascal Smet Robert Delathouwer als Brussels staatssecretaris voor Mobiliteit, Ambtenarenzaken en Brandbestrijding en Noodhulp.

Picqué I · 
Picqué II · 
Simonet I · 
de Donnea · 
Ducarme · 
Simonet II · 
Picqué III · 
Picqué IV · 
Vervoort I ·
Vervoort II ·
Vervoort III